# Zmiiv (huyện)
Huyện Zmiiv (tiếng Ukraina: Зміївський район, chuyển tự: Zmiivs’kyi raion) là một huyện của tỉnh Kharkiv thuộc Ukraina. Huyện Zmiiv có diện tích 1365 km², dân số theo điều tra dân số ngày 5 tháng 12 năm 2001 là 81477 người với mật độ 60 người/km2. Trung tâm huyện nằm ở Zmiiv.